# Luca Dodi

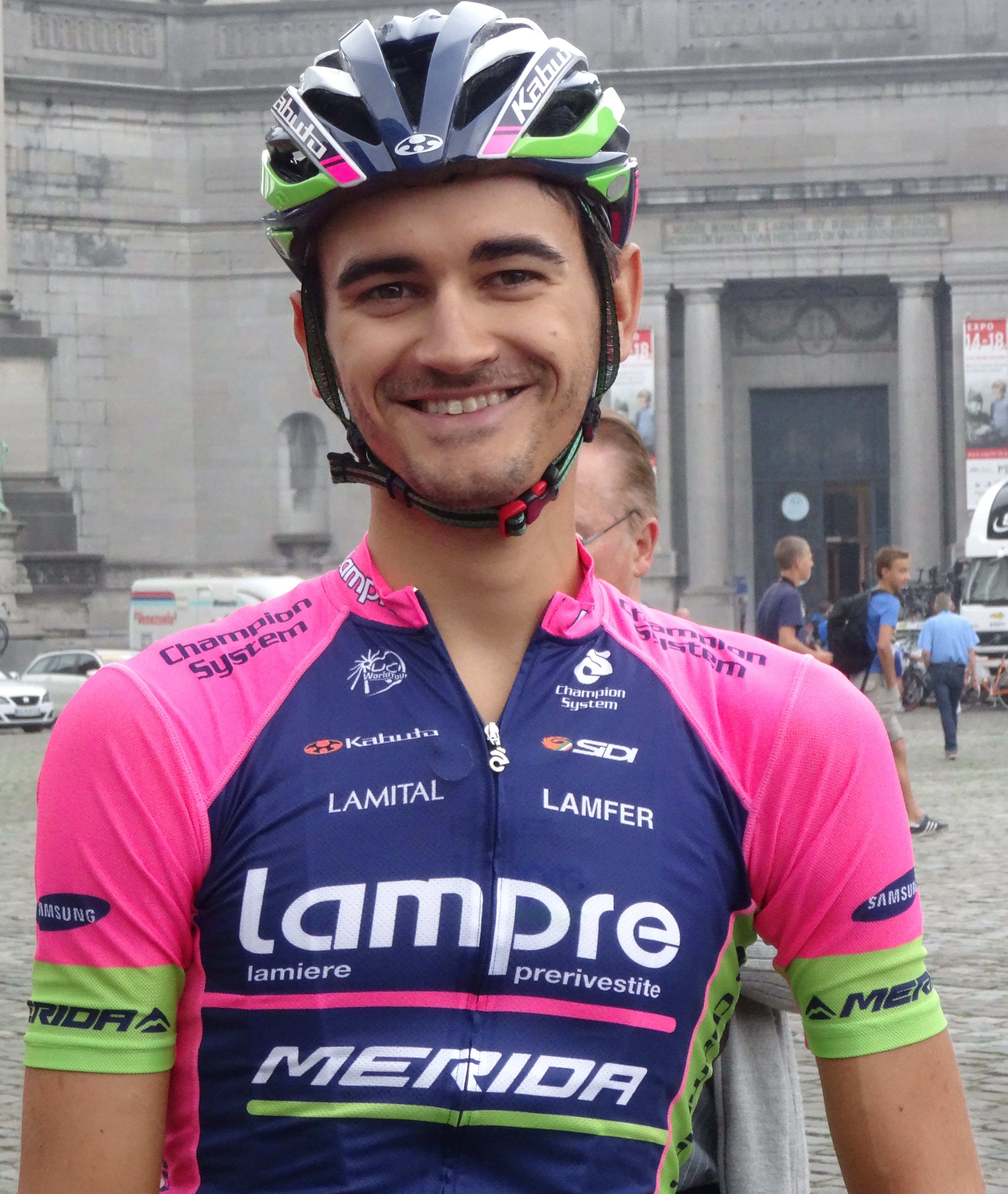
Luca Dodi 2014

Luca Dodi (* 26. Mai 1987) ist ein ehemaliger italienischer Radrennfahrer.

## Werdegang
Luca Dodi wurde 2005 Dritter im Straßenrennen der italienischen Junioren-Meisterschaft. Zwei Jahre später gewann er das Eintagesrennen Osteria Grande und er wurde Erster der Gesamtwertung des Giro Ciclisto Pesche Nettarine di Romagna. Außerdem gewann er das Einzelzeitfahren Memorial Davide Fardelli. 2009 gewann er das Rennen Caduti di Soprazocco.

## Erfolge
2007
- Memorial Davide Fardelli
- Osteria Grande

2009
- Caduti di Soprazocco

## Teams
- 2008 Team Nippo-Endeka (Stagiaire)

- 2012 Team Idea
- 2013 Lampre-Merida
- 2014 Lampre-Merida